# 天坛广场
41°53′39.85″N 12°28′51.7″E / 41.8944028°N 12.481028°E

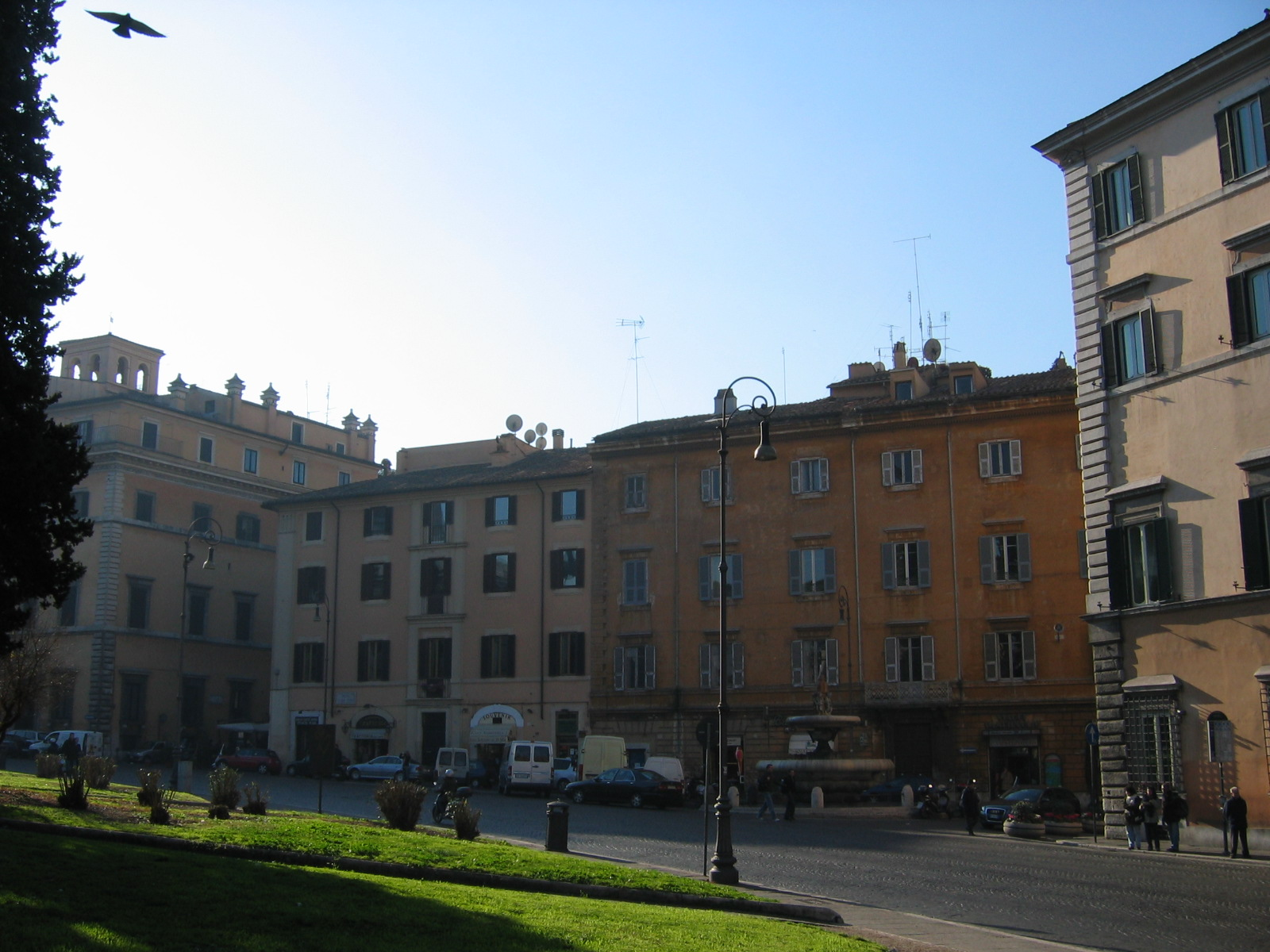
天坛广场

天坛广场（Piazza d'Aracoeli）是罗马的一个广场，坐落于卡比托利欧山的斜坡。

## 历史
这个广场是逐渐形成的，现在显得缺乏特点。1885年开始建立埃马努埃莱二世纪念碑，1930年代，被隔为两部分：卡比托利欧山脚下的集市，和北侧的 Mercatello 。 
广场附近，可能在现在矗立着穆蒂布西宫（Palazzo Muti Bussi）和Palazzo Astalli的地方，矗立着两座塔楼：市场塔（Torre del Mercato）和Torre del Cancelliere 。 
市场不仅是一个商业区，而且政治辩论和传教士的舞台。1442年，锡耶纳的贝纳迪诺在这里反对玩乐和华丽的穿着。1551年，圣依纳爵·罗耀拉在这里开设了第一家文法学校和基督教教义学校，起源于罗马学院